# Szczytno (powiat płoński)
Szczytno – wieś sołecka w Polsce położona w województwie mazowieckim, w powiecie płońskim, w gminie Załuski. Leży przy drodze krajowej nr 7.
W latach 1975–1998 miejscowość należała administracyjnie do województwa ciechanowskiego.
Obok miejscowości przepływa rzeczka Naruszewka, dopływ Wkry.
Uczęszczał tu do szkoły polski lekarz o sławie międzynarodowej Stefan Wesołowski. W Szczytnie znajduje się Szkoła Podstawowa im. Św. Stanisława Kostki, zabytkowa kaplica oraz stary młyn, który jest atrakcją turystyczną.

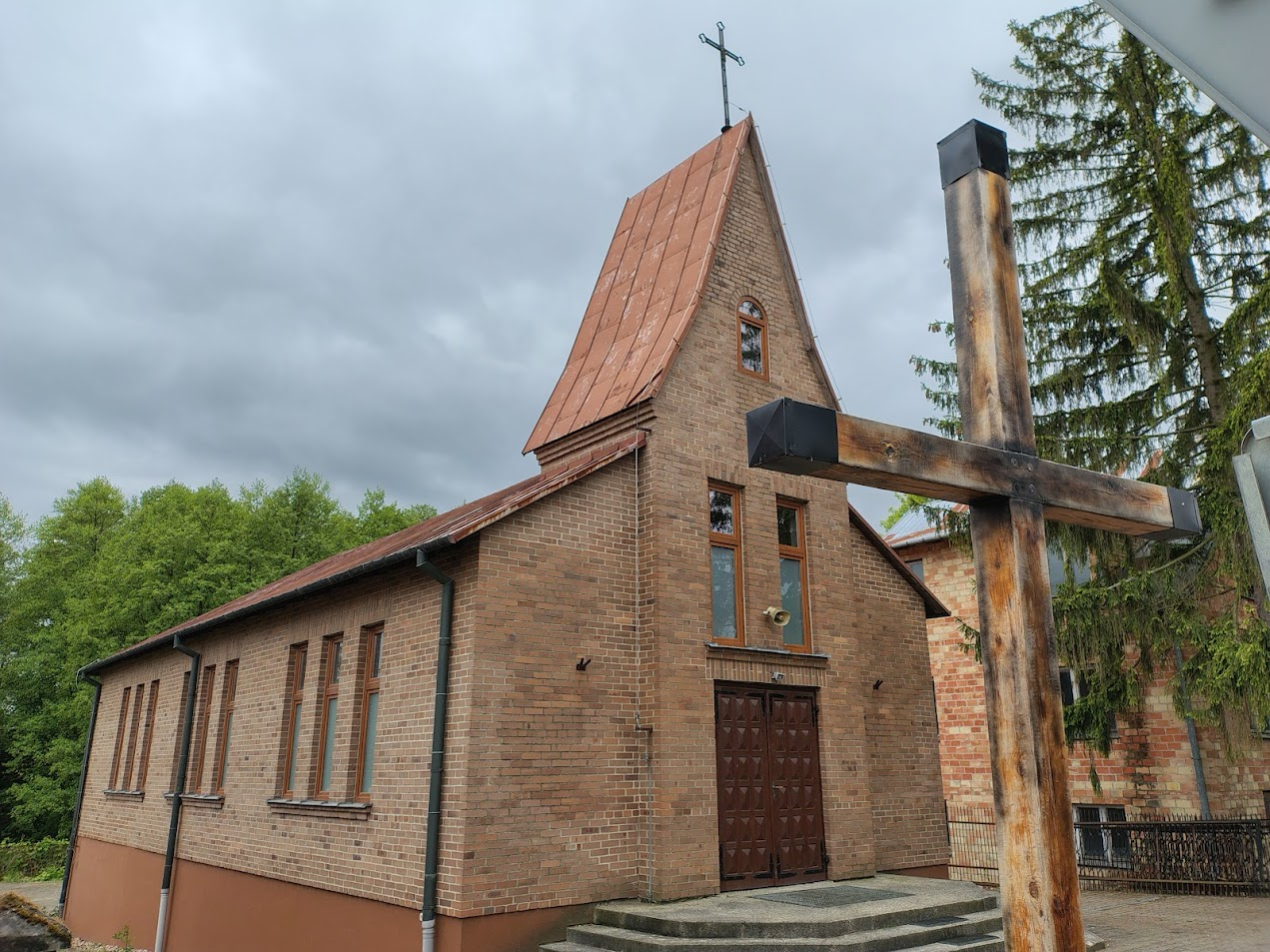
Kaplica filialna parafii św. Floriana
w Krysku

We wsi znajduje się kaplica filialna parafii św. Floriana w Krysku.